# Teleskopsäule

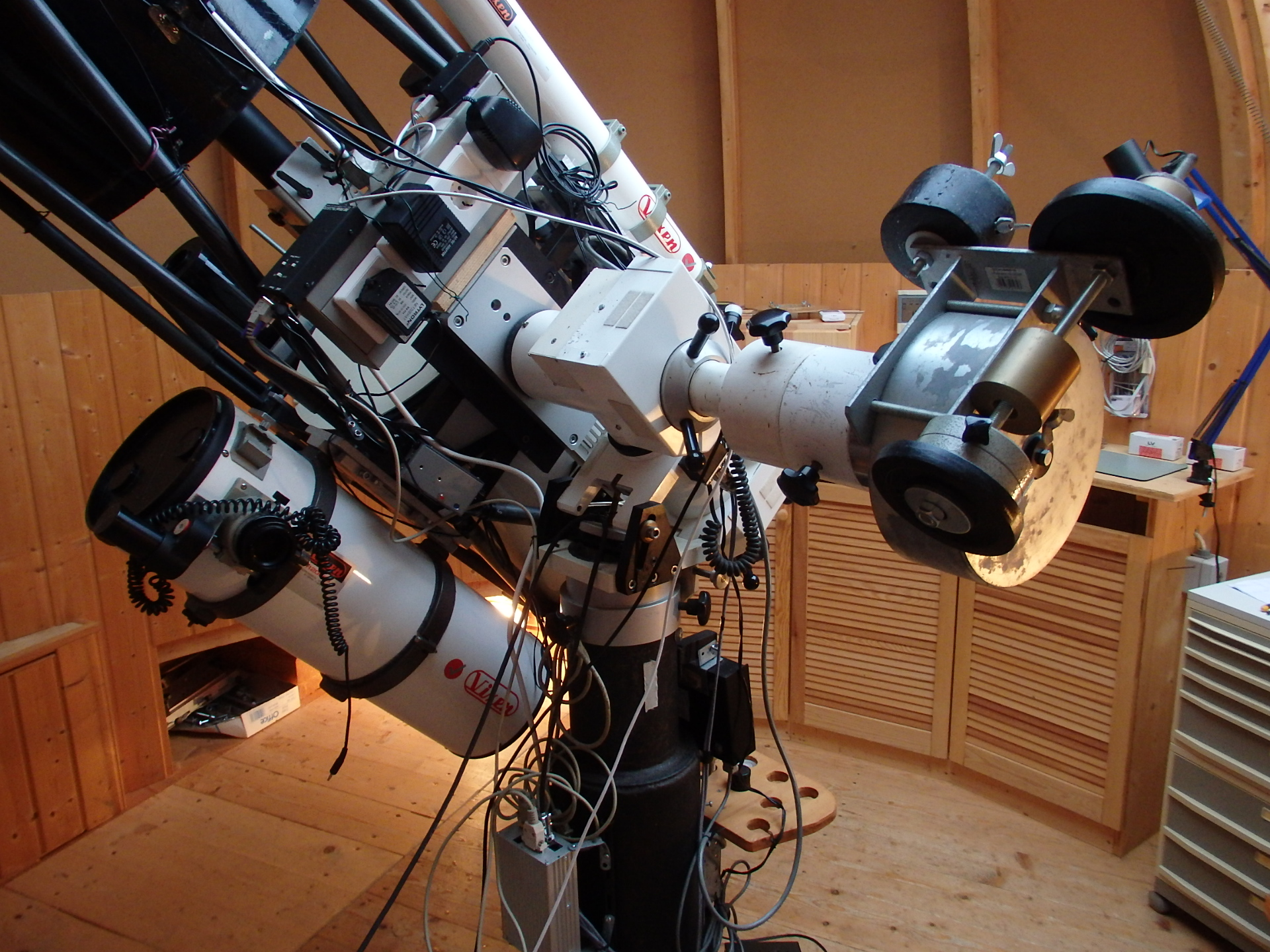
Schwere Montierung für 3 Teleskope (40, 20 und 12 cm) auf Teleskopsäule 20/30 cm. Sternwarte Klauser, Puchenstuben.

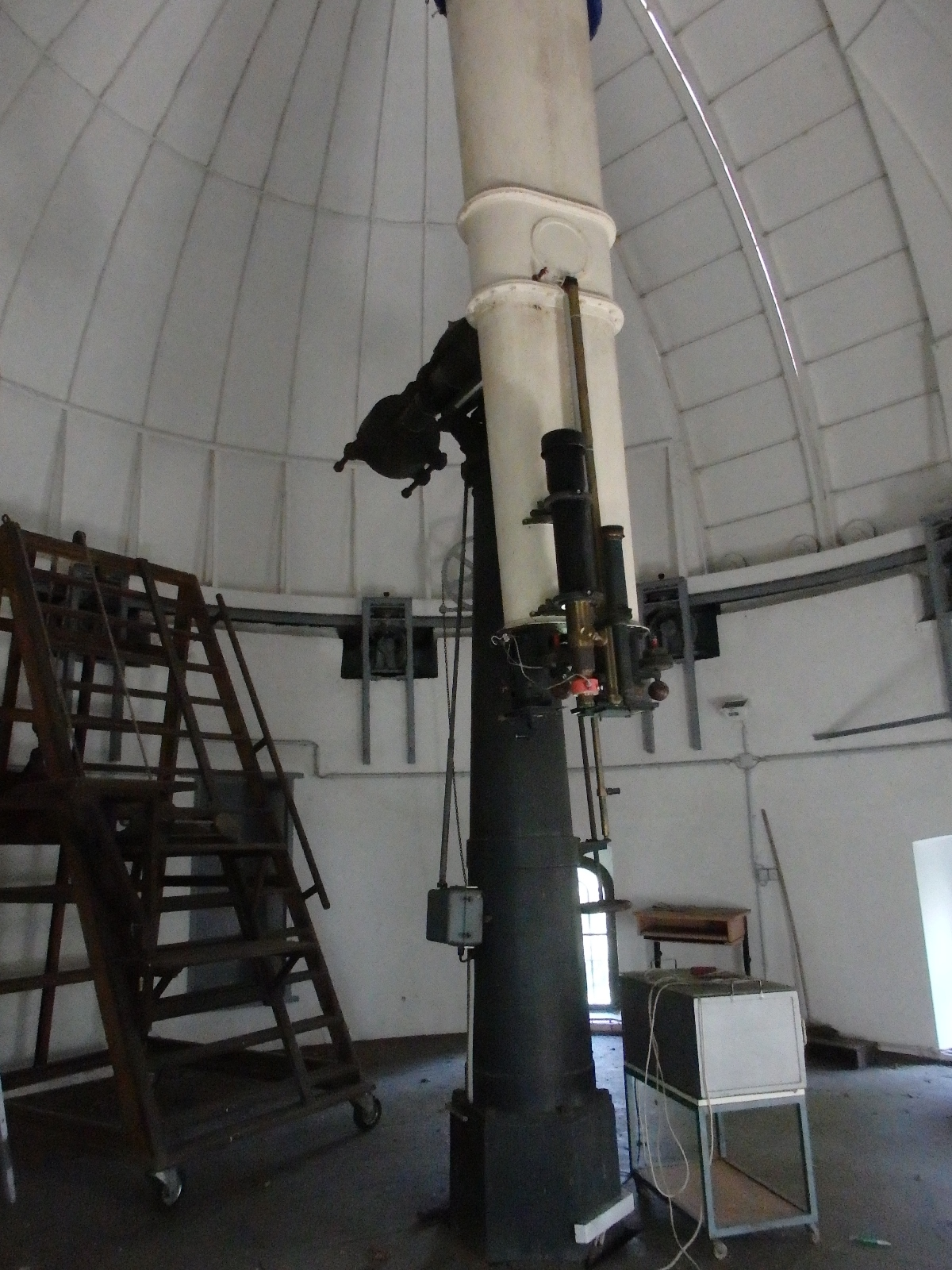
Doppelastrograf der Univ.Sternwarte Wien von ca. 1880, Brennweite 3 Meter

Als Teleskopsäule oder Teleskoppfeiler wird eine schwere Metallsäule oder ein gemauerter Pfeiler als massiver Unterbau für eine schwere Fernrohrmontierung bezeichnet.
Während für kleine Teleskope bis etwa 15 kg Gewicht ein solides Stativ genügt, ist für größere Instrumente – insbesondere auf professionellen Sternwarten oder Volkssternwarten – eine stabilere Aufstellung erforderlich. Sie benötigt allerdings auch entsprechende bauliche Maßnahmen, so z. B. eine massive schwingungsgedämpfte Betondecke im Obergeschoss eines Gebäudes oder eine tief in den Untergrund eingebrachte Fundierung.

## Privatsternwarten
Für eine gut ausgerüstete Privatsternwarte und ein äquatorial montiertes Teleskop von beispielsweise 100 kg – was einem Linsenfernrohr von etwa 20 cm Apertur oder einem Spiegelteleskop von 30–35 cm entspricht – ist eine Säule mit etwa 15 cm Durchmesser und eine mindestens 60 cm tiefe Fundierung (Frostgrenze) erforderlich. Das Gewicht könnte auch eine dünnere Säule tragen, doch die Schwingungen wären merklich. Oft wird die Säule in ein bis zu 30 cm starkes Kanalrohr einbetoniert. Als Fundament für noch schwerere Instrumente eignen sich auch Betonringe von 1 Meter Durchmesser.

## Professionelle Sternwarten

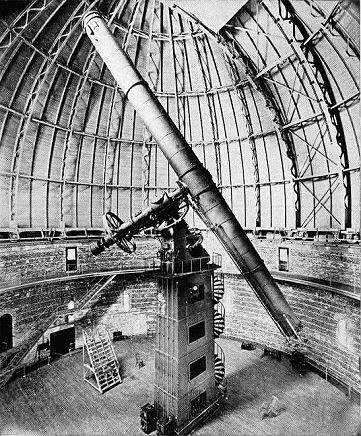
Hohlpfeiler beim 40-Zoll-Fernrohr von Yerkes mit 20 m Brennweite

Die tonnenschweren Teleskope noch größerer Sternwarten benötigen einen mehrere Meter tief im Gestein fundierten Pfeiler, der mechanisch gegen das umgebende Gebäude isoliert ist, um keine Schwingungen auf das Teleskop zu übertragen. Beispielsweise ruht der Doppelastrograf der um 1880 errichteten Universitätssternwarte Wien auf einem etwa 10 Meter hohen Pfeiler mit einem 3–4 m tiefen Fundament. Der Große Refraktor 68/1050 cm hingegen, dessen Hauptkuppel in einer Höhe von 27–36 m liegt, ruht auf einem rund 35 m hohen Pfeiler, dessen untere 5 m tief im Fels fundiert sind. An seiner Basis hat er fast 10 m Durchmesser. Seine in den Untergeschossen des Gebäudes durchlüfteten Ziegel garantieren eine gleichmäßige Temperierung ohne jegliche Pfeilerdrehung.
Beim größten Linsenteleskop der Welt (102 cm / 20 m) des Yerkes-Observatoriums entschloss man sich 1895, die obersten 10 Meter des Pfeilers in der riesigen Kuppel in Hohlbauweise zu errichten. Diese hatte sich schon 1879 in der Sternwarte Nizza bewährt.
Bei modernen Riesenteleskopen mit Spiegeln von zehn und mehr Meter Durchmesser, die statt einer hochgelegenen Kuppel meist ein würfelförmiges Schutzgebäude am Boden haben, erübrigt sich eine Säule. Das Fundament reicht zwar noch tiefer in den gewachsenen Fels, ragt aber nur wenig über das Bodenniveau herauf.